# John Barrymore
Pour l’article homonyme, voir Barrymore.
John Barrymore est un acteur américain, né le 15 février 1882 à Philadelphie (Pennsylvanie) et mort le 29 mai 1942 à Los Angeles (Californie). De son vrai nom John Sidney Blyth, il est le frère de Lionel et d'Ethel Barrymore.
Il épouse en 1928 l'actrice Dolores Costello, dont il divorce en 1935. Le couple a deux enfants, DeDe en 1931 et John Drew, l'année suivante. John Barrymore est le grand-père de l'actrice et réalisatrice Drew Barrymore.

## Jeunes années
John Barrymore naît dans la maison de sa grand-mère maternelle à Philadelphie. Son père Herbert Arthur Chamberlayne Blythe est un acteur originaire des Indes Britanniques, connu sous le pseudonyme de Maurice Barrymore. Sa mère est l'actrice américaine Georgie Drew Barrymore, fille de l'actrice et directrice de théâtre Louisa Lane Drew qui éduque artistiquement John Barrymore et sa fratrie.
En 1898, il est renvoyé de la Georgetown Preparatory School après avoir été pris entrant dans une maison close.

## Filmographie

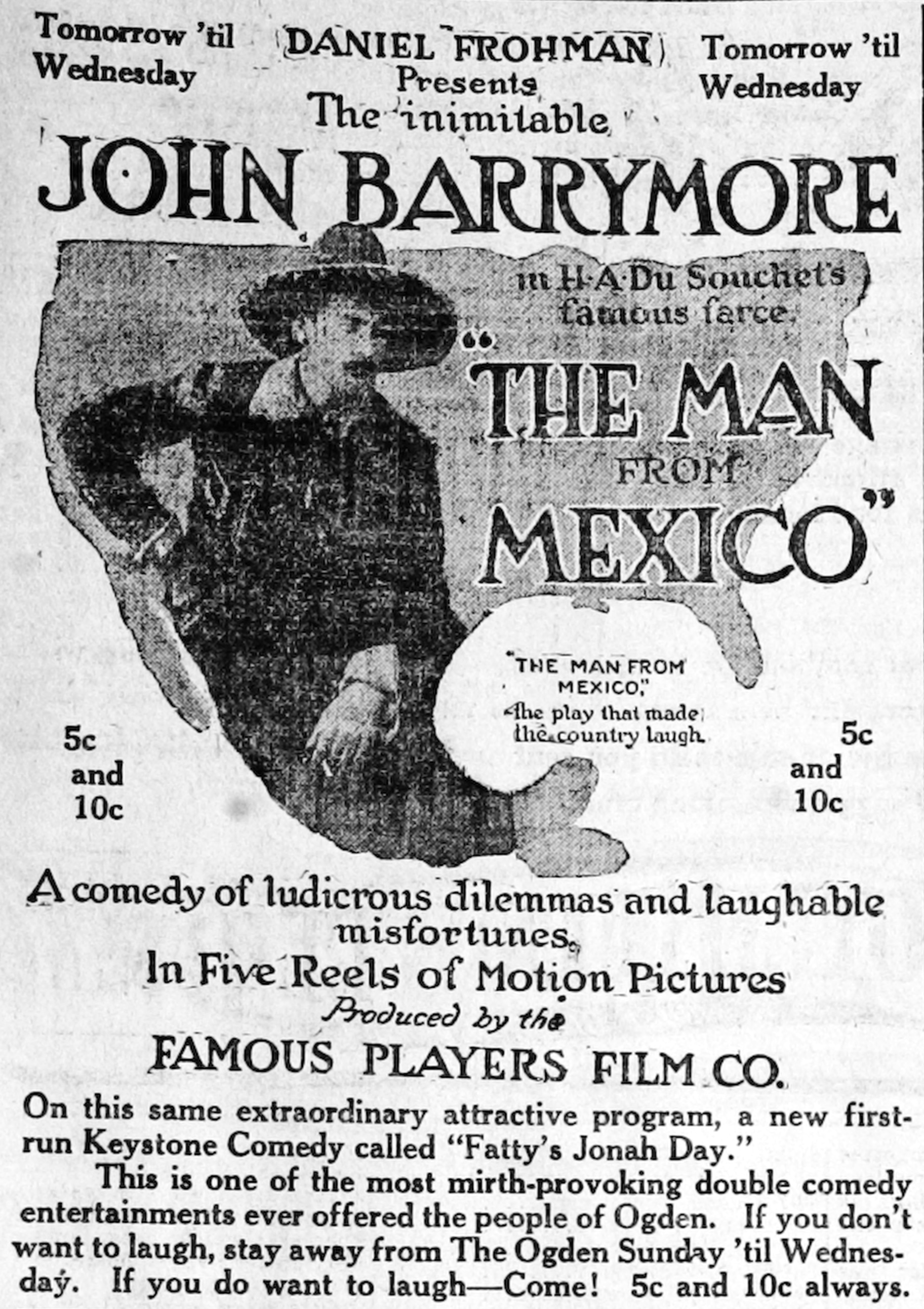
Annonce pour le film The Man From Mexico (1914).

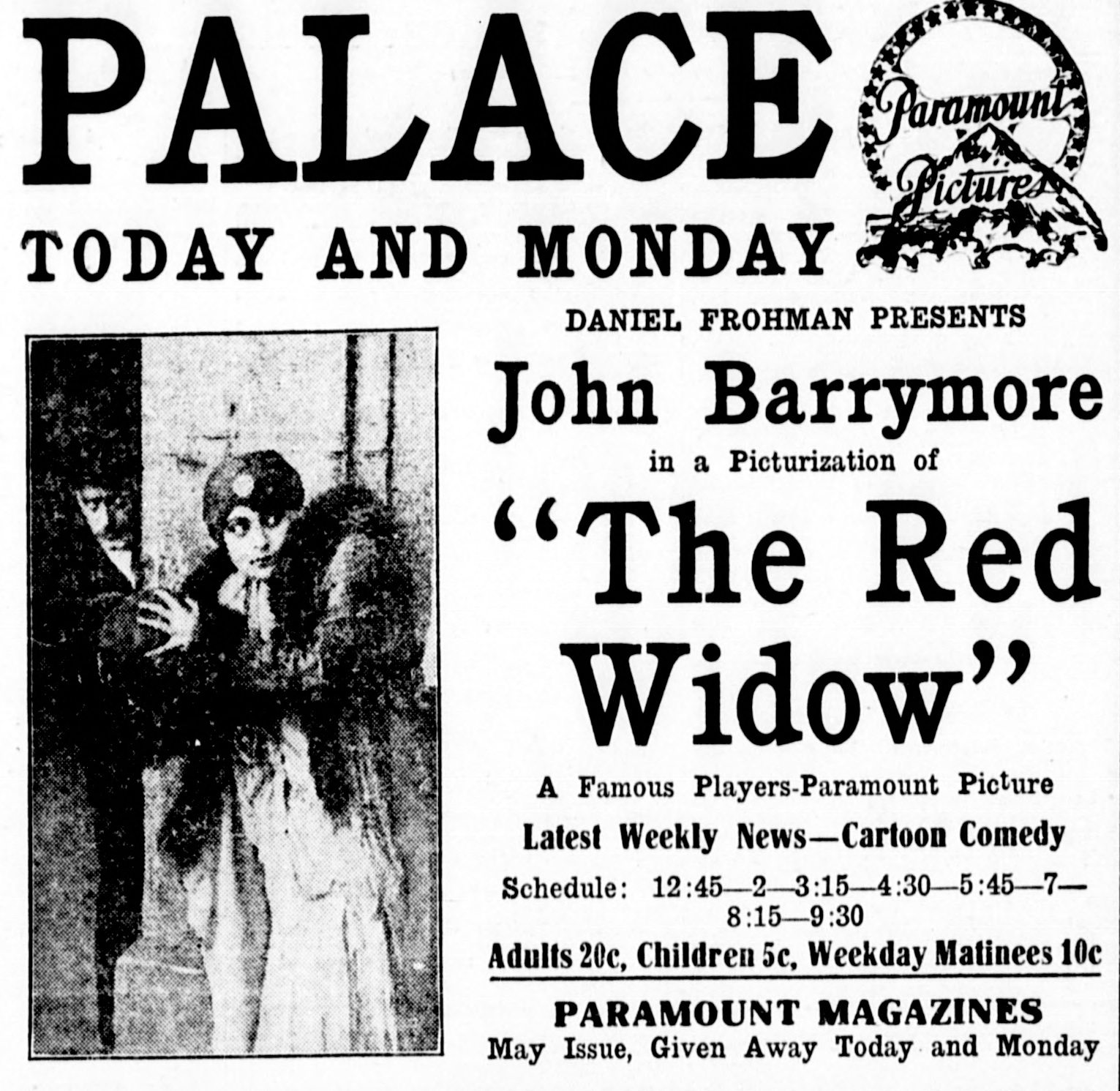
Publicité pour The Red widow avec Flora Zabelle et John Barrymore (1916).

- 1914 : An American Citizen de J. Searle Dawley : Beresford Kruger
- 1914 : The Man from Mexico de Thomas N. Heffron : Fitzhugh
- 1915 : Are You a Mason? de Thomas N. Heffron : Frank Perry
- 1915 : The Dictator d'Oscar Eagle (it) : Brooke Travers
- 1915 : The Incorrigible Dukane de James Durkin - James Dukane
- 1916 : Nearly a King de Frederick A. Thomson - Jack Merriwell, prince du Bulwana
- 1916 : The Lost Bridegroom de James Kirkwood : Bertie Joyce
- 1916 : The Red Widow de James Durkin : Cicero Hannibal Butts
- 1917 : Raffles, the Amateur Cracksman de George Irving : A.J. Raffles d'après Ernest William Hornung
- 1917 : National Red Cross Pageant de Christy Cabanne : le tyran
- 1918 : On the Quiet de Chester Withey : Robert Ridgeway
- 1919 : Here Comes The Bride de John S. Robertson : Frederick Tile
- 1919 : The Test Of Honor de John S. Robertson : Martin Wingrave
- 1920 : Docteur Jekyll et M. Hyde de John S. Robertson
- 1920 : The Lotus Eater de Marshall Neilan : Jacques Leroi
- 1922 : Sherlock Holmes d'Albert Parker : Sherlock Holmes
- 1924 : Beau Brummel de Harry Beaumont : Gordon Bryan Brummel
- 1926 : Jim le harponneur (The Sea Beast) de Millard Webb : capitaine Ahab Ceeley
- 1926 : Don Juan d'Alan Crosland : Don Jose de Marana / Don Juan
- 1927 : Le Roman de Manon (When a Man Loves) d'Alan Crosland : chevalier Fabien des Grieux
- 1927 : L'Étrange Aventure du vagabond poète (The Beloved Rogue) d'Alan Crosland : François Villon
- 1928 : Tempête - sergent Ivan Markov
- 1929 : L'Abîme (Eternal Love) d'Ernst Lubitsch : Marcus Paltran
- 1929 : The Show of Shows - Richard III
- 1929 : Le Général Crack (General Crack) : duc de Kurland / Prince Christian
- 1930 : The Man from Blankley's d'Alfred E. Green : Lord Strathpeffer
- 1930 : Moby Dick (Moby Dick) de Lloyd Bacon : capitaine Ahab Ceeley
- 1931 : Svengali d'Archie Mayo : Maestro Svengali
- 1931 : Le Génie fou (The Mad Genius) de Michael Curtiz : Vladimir Ivan Tsakarov
- 1932 : Arsène Lupin : duc de Chamerace / Arsène Lupin
- 1932 : Grand Hotel d'Edmund Goulding : baron Felix von Geigern
- 1932 : State's Attorney (en) de George Archainbaud - Tom Cardigan
- 1932 : Héritage (A Bill of Divorcement) de George Cukor - Hilary Fairfield
- 1932 : Raspoutine et l'Impératrice (Rasputin And The Empress) de Richard Boleslawski et Charles Brabin - prince Paul Chegodieff
- 1932 : Hamlet - Acte I : Scène V - Hamlet
- 1933 : Topaze d'Harry d'Abbadie d'Arrast - professeur Auguste A. Topaze
- 1933 : Une soirée à Vienne (Reunion In Vienna) de Sidney Franklin - Rudolf
- 1933 : Les Invités de huit heures  (Dinner at Eight) de George Cukor - Larry Renault
- 1933 : Vol de nuit (Night Flight) de Clarence Brown - Rivière
- 1933 : Le Grand Avocat (Counsellor At Law) de William Wyler - George Simon
- 1934 : Long Lost Father de Ernest B. Schoedsack - Carl Bellairs
- 1934 : Train de luxe (Twentieth Century) d'Howard Hawks - Oscar Jaffe
- 1936 : Roméo et Juliette (Romeo and Juliet) de George Cukor - Mercutio
- 1937 : Le Chant du printemps de Robert Z. Leonard - Nicolai Nazaroff
- 1937 : Bulldog Drummond Comes Back (en) de Louis King - colonel Neilson
- 1937 : Night Club Scandal - Dr Ernest Tindal
- 1937 : Bulldog Drummond's Revenge (en) de Louis King - colonel Neilson
- 1937 : La Folle Confession (True Confession) de Wesley Ruggles - Charley
- 1938 : Bulldog Drummond's Peril (en) de James Patrick Hogan - colonel Neilson
- 1938 : Romance In The Dark (en) de H. C. Potter - Zoltan Jason
- 1938 : Marie-Antoinette de W. S. Van Dyke - Roi Louis XV
- 1938 : Spawn Of The North d'Henry Hathaway - Windy Turlon
- 1938 : Hold That Co-ed (en) de George Marshall - gouverneur Gabby Harrington
- 1939 : The Great Man Votes (en) de Garson Kanin - Gregory Vance
- 1939 : La Baronne de minuit (Midnight)  de Mitchell Leisen - Georges Flammarion
- 1940 : The Great Profile de Walter Lang - Evans Garrick
- 1940 : La Femme invisible d'A. Edward Sutherland - professeur Gibbs
- 1941 : World Premiere de Ted Tetzlaff - Duncan DeGrasse
- 1941 : Playmates de David Butler - John Barrymore

## Sources
- (en) Peters, Margot, The house of Barrymore, New York, Touchstone, 1991 (ISBN 978-0-671-74799-2).